# Lijst van gemeentelijke monumenten in Oss (gemeente)
De gemeente Oss kent 300 gemeentelijke monumenten. Hieronder een overzicht. 

## Berghem
De plaats Berghem kent 10 gemeentelijke monumenten. 
| Object                 | Bouwjaar | Architect | Locatie                               | Coördinaten                   | Nr.       | Afbeelding        |
| ---------------------- | -------- | --------- | ------------------------------------- | ----------------------------- | --------- | ----------------- |
| Schutkooi              |          |           | Broekstraat bij hoek burg.v.Erpstraat | 51° 46' 29" NB, 5° 33' 58" OL | 0828/G590 | Meer afbeeldingen |
| Wegkruis               |          |           | Burgemeester van Erpstraat (nabij 55) | 51° 46' 33" NB, 5° 34' 31" OL | 0828/G583 | Meer afbeeldingen |
| Woonhuis               |          |           | Burgemeester van Erpstraat 24         | 51° 46' 29" NB, 5° 34' 10" OL | 0828/G574 | Meer afbeeldingen |
| Boerderij              |          |           | Burgemeester van Erpstraat 39         | 51° 46' 33" NB, 5° 34' 19" OL | 0828/G575 | Meer afbeeldingen |
| Langgevelboerderij     |          |           | Burgemeester van Erpstraat 68         | 51° 46' 31" NB, 5° 34' 54" OL | 0828/G576 | Meer afbeeldingen |
| Langgevelboerderij     |          |           | Burgemeester van Erpstraat 70         | 51° 46' 32" NB, 5° 34' 55" OL | 0828/G577 | Meer afbeeldingen |
| Schutkooi              |          |           | Deursenseweg (nabij 17)               | 51° 46' 44" NB, 5° 35' 46" OL | 0828/G591 | Meer afbeeldingen |
| Molenromp              |          |           | Halve morgenstraat 1                  | 51° 46' 33" NB, 5° 35' 27" OL | 0828/G581 | Meer afbeeldingen |
| Pastorie               |          |           | Julianastraat 37                      | 51° 46' 12" NB, 5° 33' 56" OL | 0828/G578 | Meer afbeeldingen |
| Klooster/kantoorgebouw |          |           | St.Willibrordusstraat 49              | 51° 46' 12" NB, 5° 34' 4" OL  | 0828/G579 | Meer afbeeldingen |

## Demen
De plaats Demen kent 7 gemeentelijke monumenten. 
| Object                      | Bouwjaar | Architect | Locatie               | Coördinaten                   | Nr.       | Afbeelding        |
| --------------------------- | -------- | --------- | --------------------- | ----------------------------- | --------- | ----------------- |
| T-boerderij                 |          |           | Burg. Canersstraat 2  | 51° 48' 52" NB, 5° 38' 17" OL | 0828/G801 | Meer afbeeldingen |
| Langhuisboerderij           |          |           | Burg. Canersstraat 4a | 51° 48' 54" NB, 5° 38' 13" OL | 0828/G802 | Meer afbeeldingen |
| T-boerderij                 |          |           | Burg. Canersstraat 5  | 51° 48' 55" NB, 5° 37' 60" OL | 0828/G803 | Meer afbeeldingen |
| T-boerderij, vlaamse schuur |          |           | Burg. Canersstraat 8  | 51° 48' 56" NB, 5° 38' 5" OL  | 0828/G804 | Meer afbeeldingen |
| Dijkhuis/pastorie           |          |           | Maasdijk 68           | 51° 48' 58" NB, 5° 37' 54" OL | 0828/G805 | Meer afbeeldingen |
| T-boerderij, vlaamse schuur |          |           | St. Wilbertstraat 13  | 51° 48' 52" NB, 5° 37' 41" OL | 0828/G807 | Meer afbeeldingen |
| T-boerderij, vlaamse schuur |          |           | St. Wilbertstraat 3   | 51° 48' 56" NB, 5° 37' 48" OL | 0828/G806 | Meer afbeeldingen |

## Deursen-Dennenburg
De plaats Deursen-Dennenburg kent 9 gemeentelijke monumenten. Hieronder een overzicht.
| Object                                                 | Bouwjaar | Architect | Locatie            | Coördinaten                   | Nr.       | Afbeelding        |
| ------------------------------------------------------ | -------- | --------- | ------------------ | ----------------------------- | --------- | ----------------- |
| Langhuis boerderij                                     |          |           | Elleboogstraat 3   | 51° 47' 51" NB, 5° 38' 12" OL | 0828/G810 | Meer afbeeldingen |
| Grenspaal                                              |          |           | Galgenstraat ong.  | 51° 48' 26" NB, 5° 36' 42" OL | 0828/G811 | Meer afbeeldingen |
| Boerderij                                              |          |           | Hoogstraat 8       | 51° 48' 12" NB, 5° 37' 35" OL | 0828/G854 | Meer afbeeldingen |
| T-boerderij, langsdeelschuur                           |          |           | Hoogstraat 15      | 51° 48' 10" NB, 5° 37' 27" OL | 0828/G808 | Meer afbeeldingen |
| Boerderij                                              |          |           | Laagstraat 2       | 51° 47' 58" NB, 5° 38' 5" OL  | 0828/G856 | Upload foto       |
| Zaalkerk, bidkapel, lijkenhuisje, priestergraven, kerk |          |           | Laagstraat 16      | 51° 48' 2" NB, 5° 37' 44" OL  | 0828/G812 | Meer afbeeldingen |
| Boerderij en schuur                                    |          |           | Laagstraat 60      | 51° 48' 7" NB, 5° 37' 18" OL  | 0858/G856 | Meer afbeeldingen |
| Boerderij                                              |          |           | De Rijt 2          | 51° 47' 50" NB, 5° 38' 1" OL  | 0828/G853 | Meer afbeeldingen |
| Langgevelboerderij met karschop                        |          |           | Rondestraat 25     | 51° 48' 7" NB, 5° 37' 38" OL  | 0828/G813 | Meer afbeeldingen |
| VERVALLEN/VERDWENEN: Grenspaal                         |          |           | Osstraat (nabij 7) |                               | 0828/G809 | Upload foto       |

## Dieden
De plaats Dieden kent 4 gemeentelijke monumenten. Hieronder een overzicht.
| Object                                 | Bouwjaar | Architect | Locatie                     | Coördinaten                   | Nr.       | Afbeelding        |
| -------------------------------------- | -------- | --------- | --------------------------- | ----------------------------- | --------- | ----------------- |
| Voorhuis krukhuisboerderij             |          |           | Kortestraat 5 / Maasdijk 80 | 51° 49' 15" NB, 5° 36' 22" OL | 0828/G814 | Meer afbeeldingen |
| Langhuisboerderij                      |          |           | Langestraat 10              | 51° 49' 6" NB, 5° 36' 24" OL  | 0828/G815 | Meer afbeeldingen |
| Omgrachting kasteelterrein/schuur/huis |          |           | Maasdijk (nabij 81)         | 51° 49' 24" NB, 5° 36' 0" OL  | 0828/G816 | Meer afbeeldingen |
| Langhuisboerderij                      |          |           | Poelstraat 15               | 51° 49' 5" NB, 5° 36' 56" OL  | 0828/G817 | Meer afbeeldingen |

## Geffen
De plaats Geffen kent 16 gemeentelijke monumenten: zie de lijst van gemeentelijke monumenten in Geffen. 

## Haren
De plaats Haren kent 2 gemeentelijke monumenten. Hieronder een overzicht.
| Object   | Bouwjaar | Architect | Locatie       | Coördinaten                  | Nr.       | Afbeelding        |
| -------- | -------- | --------- | ------------- | ---------------------------- | --------- | ----------------- |
| Woonhuis |          |           | Grotestraat 2 | 51° 47' 57" NB, 5° 35' 6" OL | 0828/G668 | Meer afbeeldingen |
| Woonhuis |          |           | Grotestraat 4 | 51° 47' 57" NB, 5° 35' 6" OL | 0828/G669 | Meer afbeeldingen |

## Herpen
De plaats Herpen kent 8 gemeentelijke monumenten. Hieronder een overzicht.
N.B.: De objecten die geografisch gezien in het gehucht Koolwijk liggen (vallend onder de plaatsnaamaanduiding Herpen) zijn verderop onder de paragraaf Koolwijk opgenomen.
| Object                                       | Bouwjaar | Architect | Locatie                      | Coördinaten                   | Nr.       | Afbeelding        |
| -------------------------------------------- | -------- | --------- | ---------------------------- | ----------------------------- | --------- | ----------------- |
| Herenhuis, voormalige pastorie (huize Julia) |          |           | Alard van Herpenplein 4      | 51° 46' 23" NB, 5° 38' 31" OL | 0828/G845 | Meer afbeeldingen |
| Voormalig parochiehuis                       |          |           | Alard van Herpenplein 5      | 51° 46' 22" NB, 5° 38' 31" OL | 0828/G863 | Meer afbeeldingen |
| Boerderij en schuur                          |          |           | Erfdijk 6-8                  | 51° 45' 40" NB, 5° 37' 59" OL | 0828/G865 | Meer afbeeldingen |
| Kloostergebouw                               |          |           | Kerkpad 21, Kloosterstraat 5 | 51° 46' 25" NB, 5° 38' 30" OL | 0828/G818 | Meer afbeeldingen |
| Langgevelboerderij                           |          |           | Oude Schaijkseweg 18-18A     | 51° 45' 34" NB, 5° 37' 25" OL | 0828/G819 | Meer afbeeldingen |
| Woonhuis                                     |          |           | Rogstraat 4                  | 51° 46' 19" NB, 5° 38' 28" OL | 0828/G869 | Meer afbeeldingen |
| Woonhuis                                     |          |           | Rogstraat 10-10A             | 51° 46' 18" NB, 5° 38' 26" OL | 0828/G867 | Meer afbeeldingen |
| T-boerderij/schuur                           |          |           | Wooijstraat 1                | 51° 46' 27" NB, 5° 39' 11" OL | 0828/G820 | Meer afbeeldingen |

## Huisseling
De plaats Huisseling kent 10 gemeentelijke monumenten. Hieronder een overzicht.
| Object                         | Bouwjaar | Architect | Locatie                 | Coördinaten                   | Nr.       | Afbeelding        |
| ------------------------------ | -------- | --------- | ----------------------- | ----------------------------- | --------- | ----------------- |
| T-boerderij                    |          |           | Burg. v.d. Wielstraat 1 | 51° 47' 19" NB, 5° 38' 27" OL | 0828/G826 | Meer afbeeldingen |
| Boerderij                      |          |           | Burg. v.d. Wielstraat 3 | 51° 47' 20" NB, 5° 38' 27" OL | 0828/G870 | Meer afbeeldingen |
| Vlaamse schuur                 |          |           | Daalderstraatje 2       | 51° 47' 27" NB, 5° 38' 55" OL | 0828/G844 | Meer afbeeldingen |
| T-boerderij                    |          |           | Dortestraat 1           | 51° 47' 1" NB, 5° 38' 7" OL   | 0828/G821 | Meer afbeeldingen |
| Woonvilla                      |          |           | Grotestraat 25          | 51° 47' 31" NB, 5° 38' 55" OL | 0828/G872 | Meer afbeeldingen |
| Langgevelboerderij met kruk    |          |           | Grotestraat 57          | 51° 47' 15" NB, 5° 38' 32" OL | 0828/G822 | Meer afbeeldingen |
| T-boerderij en langsdeelschuur |          |           | Hamstraat 2             | 51° 47' 15" NB, 5° 38' 27" OL | 0828/G823 | Meer afbeeldingen |
| Krukhuisboerderij              |          |           | Heuveleindstraat 6      | 51° 47' 8" NB, 5° 37' 53" OL  | 0828/G824 | Meer afbeeldingen |
| Krukhuisboerderij              |          |           | Meerstraat 1            | 51° 47' 19" NB, 5° 38' 44" OL | 0828/G825 | Meer afbeeldingen |
| T-boerderij                    |          |           | Woordstraat 18          | 51° 47' 15" NB, 5° 38' 13" OL | 0828/G827 | Meer afbeeldingen |

## Koolwijk
Het gehucht Koolwijk (qua postadressen officieel vallend onder Herpen) kent 3 gemeentelijke monumenten. Hieronder een overzicht.
| Object             | Bouwjaar | Architect | Locatie             | Coördinaten                   | Nr.       | Afbeelding        |
| ------------------ | -------- | --------- | ------------------- | ----------------------------- | --------- | ----------------- |
| Langgevelboerderij |          |           | Berghemseweg 17     | 51° 46' 11" NB, 5° 36' 58" OL | 0828/G828 | Meer afbeeldingen |
| Langhuisboerderij  |          |           | Hoefstraat 3        | 51° 46' 20" NB, 5° 35' 42" OL | 0828/G829 | Meer afbeeldingen |
| Boerderij          |          |           | Koolwijksestraat 17 | 51° 46' 14" NB, 5° 36' 29" OL | 0828/G875 | Meer afbeeldingen |

## Lith
De plaats Lith kent 18 gemeentelijke monumenten: zie de lijst van gemeentelijke monumenten in Lith. 

## Lithoijen
De plaats Lithoijen kent 11 gemeentelijke monumenten. Hieronder een overzicht.
| Object                                  | Bouwjaar | Architect | Locatie                                                  | Coördinaten                   | Nr.       | Afbeelding        |
| --------------------------------------- | -------- | --------- | -------------------------------------------------------- | ----------------------------- | --------- | ----------------- |
| Boerderij                               |          |           | Batterijstraat 3                                         | 51° 47' 52" NB, 5° 27' 57" OL | 0828/G102 | Meer afbeeldingen |
| Boerderij                               |          |           | Batterijstraat 5                                         | 51° 47' 52" NB, 5° 27' 58" OL | 0828/G103 | Meer afbeeldingen |
| Boerderijensemble                       |          |           | Batterijstraat 11                                        | 51° 47' 52" NB, 5° 28' 8" OL  | 0828/G104 | Meer afbeeldingen |
| Boerderijensemble                       |          |           | Batterijstraat 27                                        | 51° 47' 49" NB, 5° 28' 36" OL | 0828/G105 | Meer afbeeldingen |
| Boerderij                               |          |           | Dorpsstraat 13                                           | 51° 48' 4" NB, 5° 27' 47" OL  | 0828/G109 | Meer afbeeldingen |
| Pastoriecomplex                         |          |           | Dorpsstraat 2-4                                          | 51° 48' 6" NB, 5° 27' 50" OL  | 0828/G108 | Meer afbeeldingen |
| Boerderijensemble                       |          |           | Langwijkstraat 25                                        | 51° 48' 10" NB, 5° 27' 38" OL | 0828/G117 | Upload foto       |
| Kloostercomplex; Sint Norbertusgesticht |          |           | Prelaat van den Bergplein 3-5                            | 51° 48' 4" NB, 5° 27' 50" OL  | 0828/G142 | Meer afbeeldingen |
| Heilig Hartbeeld                        |          |           | Prelaat van den Bergplein, ongenummerd (voor nummer 3-5) | 51° 48' 4" NB, 5° 27' 50" OL  | 0828/G141 | Meer afbeeldingen |
| Boerderij                               |          |           | Weisestraat 3                                            | 51° 47' 55" NB, 5° 27' 37" OL | 0828/G151 | Upload foto       |
| Boerderij                               |          |           | Weisestraat 9                                            | 51° 47' 49" NB, 5° 27' 34" OL | 0828/G152 | Upload foto       |

## Macharen
De plaats Macharen kent 1 gemeentelijk monument. Hieronder de gegevens.
| Object      | Bouwjaar | Architect | Locatie              | Coördinaten                   | Nr.       | Afbeelding        |
| ----------- | -------- | --------- | -------------------- | ----------------------------- | --------- | ----------------- |
| Odradakapel |          |           | Hoefstraat (tov. 15) | 51° 48' 15" NB, 5° 32' 50" OL | 0828/G686 | Meer afbeeldingen |

## Maren-Kessel
De plaats Maren-Kessel kent 10 gemeentelijk monumenten. Hieronder een overzicht.
| Object                        | Bouwjaar | Architect | Locatie               | Coördinaten                   | Nr.       | Afbeelding        |
| ----------------------------- | -------- | --------- | --------------------- | ----------------------------- | --------- | ----------------- |
| Boerderij                     |          |           | Kesselse Dijk 7       | 51° 48' 17" NB, 5° 24' 26" OL | 0828/G112 | Meer afbeeldingen |
| Boerderij en schuur           |          |           | Kesselse Dijk 17      | 51° 48' 17" NB, 5° 24' 5" OL  | 0828/G114 | Meer afbeeldingen |
| Boerderij                     |          |           | Kesselse Dijk 29-29A  | 51° 48' 6" NB, 5° 23' 35" OL  | 0828/G115 | Meer afbeeldingen |
| Voormalig gemeentehuis        |          |           | Marense Dijk 22A      | 51° 47' 31" NB, 5° 22' 31" OL | 0828/G122 | Meer afbeeldingen |
| Pastorie                      |          |           | Oude Pastoriestraat 5 | 51° 47' 31" NB, 5° 22' 41" OL | 0828/G135 | Upload foto       |
| Kerkgebouw                    |          |           | Pastoor Roesweg 2     | 51° 47' 47" NB, 5° 23' 36" OL | 0828/G136 | Meer afbeeldingen |
| Pastoriegebouw                |          |           | Pastoor Roesweg 2A    | 51° 47' 46" NB, 5° 23' 36" OL | 0828/G136 | Meer afbeeldingen |
| Boerderij                     |          |           | Provincialeweg 28     | 51° 47' 44" NB, 5° 23' 21" OL | 0828/G143 | Meer afbeeldingen |
| Woonhuis                      |          |           | Provincialeweg 89     | 51° 47' 31" NB, 5° 22' 46" OL | 0828/G144 | Meer afbeeldingen |
| Boerderij                     |          |           | Velmerweg 2           | 51° 48' 7" NB, 5° 23' 49" OL  | 0828/G148 | Meer afbeeldingen |
| VERVALLEN/GESLOOPT: Boerderij |          |           | Wielstraat 3          | 51° 48' 18" NB, 5° 24' 29" OL | 0828/G153 | Upload foto       |

## Megen
De plaats Megen kent 9 gemeentelijke monumenten.
| Object                                 | Bouwjaar | Architect | Locatie                                    | Coördinaten                   | Nr.       | Afbeelding        |
| -------------------------------------- | -------- | --------- | ------------------------------------------ | ----------------------------- | --------- | ----------------- |
| Winkel/woning                          |          |           | Dr. Baptiststraat 6                        | 51° 49' 23" NB, 5° 33' 54" OL | 0828/G689 | Meer afbeeldingen |
| St. Annakapel                          |          |           | Kapelstraat (nabij 26)                     | 51° 49' 8" NB, 5° 33' 46" OL  | 0828/G685 | Meer afbeeldingen |
| Molenhuis/woning                       |          |           | Kapelstraat 27                             | 51° 49' 11" NB, 5° 33' 47" OL | 0828/G671 | Meer afbeeldingen |
| Molenhuis/woning                       |          |           | Kapelstraat 29                             | 51° 49' 11" NB, 5° 33' 47" OL | 0828/G673 | Meer afbeeldingen |
| Boerderijcomplex                       |          |           | Kapelstraat 38                             | 51° 49' 11" NB, 5° 33' 47" OL | 0828/G679 | Meer afbeeldingen |
| Boerderij                              |          |           | Kapelstraat 42                             | 51° 49' 11" NB, 5° 33' 47" OL | 0828/G680 | Meer afbeeldingen |
| Boerderij                              |          |           | Kapelstraat 44                             | 51° 49' 11" NB, 5° 33' 47" OL | 0828/G681 | Meer afbeeldingen |
| Stadspompensemble (pomp en bestrating) |          |           | Koolmarkt ter hoogte van Kloosterstraat 18 | 51° 49' 26" NB, 5° 34' 1" OL  | 0828/G687 | Meer afbeeldingen |
| Villa                                  |          |           | Willem Kippstraat 6                        | 51° 49' 20" NB, 5° 33' 51" OL | 0828/G672 | Meer afbeeldingen |

## Neerlangel
De plaats Neerlangel kent 3 gemeentelijke monumenten. Hieronder een overzicht.
| Object                             | Bouwjaar | Architect | Locatie           | Coördinaten                   | Nr.       | Afbeelding        |
| ---------------------------------- | -------- | --------- | ----------------- | ----------------------------- | --------- | ----------------- |
| Langhuisboerderij, dwarsdeelschuur |          |           | Maasdijk 62       | 51° 48' 32" NB, 5° 38' 44" OL | 0828/G830 | Meer afbeeldingen |
| Kortgevelboerderij (onbewoond)     |          |           | Maasdijk nabij 63 | 51° 48' 35" NB, 5° 38' 44" OL | 0828/G831 | Meer afbeeldingen |
| T-boerderij                        |          |           | Maasdijk 64       | 51° 48' 42" NB, 5° 38' 38" OL | 0828/G832 | Meer afbeeldingen |

## Neerloon
De plaats Neerloon kent 9 gemeentelijke monumenten. Hieronder een overzicht.
| Object                                                            | Bouwjaar | Architect | Locatie                                      | Coördinaten                   | Nr.       | Afbeelding         |
| ----------------------------------------------------------------- | -------- | --------- | -------------------------------------------- | ----------------------------- | --------- | ------------------ |
| Voormalig schoolgebouw                                            |          |           | Loonsestraat 3                               | 51° 47' 20" NB, 5° 40' 40" OL | 0828/G842 | Meer afbeeldingen  |
| Schoolgebouw                                                      |          |           | Loonsestraat 3A                              | 51° 47' 19" NB, 5° 40' 40" OL | 0828/G846 | Meer afbeeldingen  |
| Langgevelboerderij                                                |          |           | Loonsestraat 8                               | 51° 47' 16" NB, 5° 40' 42" OL | 0828/G833 | Meer afbeeldingen  |
| Schuur                                                            |          |           | Loonsestraat (ongenummerd, voormalig nr. 12) | 51° 47' 13" NB, 5° 40' 44" OL | 0828/G843 | Upload foto        |
| Langgevel-keuterij                                                |          |           | Loonsestraat 13                              | 51° 47' 8" NB, 5° 40' 46" OL  | 0828/G834 | Langgevel-keuterij |
| Boerderij                                                         |          |           | Maasdijk 11                                  | 51° 47' 9" NB, 5° 41' 23" OL  | 0828/G877 | Meer afbeeldingen  |
| Boerderijensemble; T-boerderij + dwarsdeelschuur, bakhuis en stal |          |           | Maasdijk 18                                  | 51° 47' 23" NB, 5° 40' 40" OL | 0828/G835 | Meer afbeeldingen  |
| Dijkhuis/café                                                     |          |           | Maasdijk 20-20A                              | 51° 47' 23" NB, 5° 40' 36" OL | 0828/G836 | Meer afbeeldingen  |
| Voorhuis krukhuisboerderij                                        |          |           | Maasdijk 24                                  | 51° 47' 24" NB, 5° 40' 23" OL | 0828/G837 | Meer afbeeldingen  |

## Oijen
De plaats Oijen kent 12 gemeentelijke monumenten. Hieronder een overzicht.
| Object                     | Bouwjaar  | Architect                | Locatie                                          | Coördinaten                   | Nr.       | Afbeelding        |
| -------------------------- | --------- | ------------------------ | ------------------------------------------------ | ----------------------------- | --------- | ----------------- |
| Boerderij                  |           |                          | Kloosterstraat 5                                 | 51° 49' 28" NB, 5° 30' 13" OL | 0828/G116 | Meer afbeeldingen |
| Boerderij                  |           |                          | Korenstraat 3a                                   | 51° 49' 36" NB, 5° 30' 6" OL  | 0828/G155 | Meer afbeeldingen |
| Boerderij                  |           |                          | Oijense Benedendijk 20A                          | 51° 49' 36" NB, 5° 30' 6" OL  | 0828/G128 | Meer afbeeldingen |
| Boerderij                  |           |                          | Oijense Benedendijk 64 / 64A                     | 51° 49' 13" NB, 5° 29' 6" OL  | 0828/G129 | Meer afbeeldingen |
| Gedenkpaal                 |           |                          | Oijense Benedendijk (ongenummerd)                | 51° 48' 21" NB, 5° 29' 9" OL  | 0828/G127 | Meer afbeeldingen |
| Voormalig gemeentehuis     |           |                          | Oijense Bovendijk 2                              | 51° 49' 33" NB, 5° 30' 12" OL | 0828/G132 | Meer afbeeldingen |
| Pastorie en koetshuis      |           |                          | Oijense Bovendijk 8                              | 51° 49' 31" NB, 5° 30' 16" OL | 0828/G133 | Meer afbeeldingen |
| Kerkhof en baarhuisje      |           |                          | Oijense Bovendijk / Kloosterstraat (ongenummerd) | 51° 49' 31" NB, 5° 30' 13" OL | 0828/G131 | Meer afbeeldingen |
| Boerderij                  |           |                          | Oijense Bovendijk 21                             | 51° 49' 18" NB, 5° 30' 38" OL | 0828/G134 | Meer afbeeldingen |
| Devotiebeeld; Mariakapel   |           |                          | Oijense Bovendijk (ongenummerd)                  | 51° 49' 31" NB, 5° 30' 15" OL | 0828/G130 | Meer afbeeldingen |
| Boerderij                  |           |                          | Sassenstraat 2                                   | 51° 49' 30" NB, 5° 29' 57" OL | 0828/G145 | Meer afbeeldingen |
| Sint-Servatiuskerk (Oijen) | 1964-1965 | J.H.W. en H.P.M. Elemans | Bernhardweg 8                                    | 51° 49' 30" NB, 5° 30' 10" OL | 0828/G??? | Meer afbeeldingen |

## Oss
De plaats Oss kent 123 gemeentelijke monumenten. Zie de lijst van gemeentelijke monumenten in Oss. 

## Overlangel
De plaats Overlangel kent 3 gemeentelijke monumenten. Hieronder een overzicht.
| Object             | Bouwjaar | Architect | Locatie           | Coördinaten                   | Nr.       | Afbeelding        |
| ------------------ | -------- | --------- | ----------------- | ----------------------------- | --------- | ----------------- |
| Diephuis, pastorie |          |           | Kerkstraat 18     | 51° 46' 31" NB, 5° 40' 23" OL | 0828/G838 | Meer afbeeldingen |
| Langhuisboerderij  |          |           | Maasdijk 5        | 51° 46' 30" NB, 5° 40' 32" OL | 0828/G840 | Meer afbeeldingen |
| Langgevelboerderij |          |           | Overlangelseweg 6 | 51° 46' 39" NB, 5° 40' 14" OL | 0828/G841 | Meer afbeeldingen |

## Ravenstein
De plaats Ravenstein kent 29 gemeentelijke monumenten. Zie de lijst van gemeentelijke monumenten in Ravenstein.

## Teeffelen
De plaats Teeffelen kent 4 gemeentelijke monumenten. Hieronder een overzicht.
| Object                   | Bouwjaar | Architect | Locatie                                | Coördinaten                   | Nr.       | Afbeelding        |
| ------------------------ | -------- | --------- | -------------------------------------- | ----------------------------- | --------- | ----------------- |
| Herenhuis                |          |           | Pastoor van Weerdtstraat 10            | 51° 47' 53" NB, 5° 29' 26" OL | 0828/G138 | Meer afbeeldingen |
| Pastorie/kapellanie      |          |           | Pastoor van Weerdtstraat 11-11A        | 51° 47' 54" NB, 5° 29' 26" OL | 0828/G139 | Meer afbeeldingen |
| Veldkapel met Mariabeeld |          |           | Pastoor van Weerdtstraat (ongenummerd) | 51° 47' 53" NB, 5° 29' 32" OL | 0828/G140 | Meer afbeeldingen |
| Boerderij                |          |           | Singel 55                              | 51° 47' 53" NB, 5° 29' 33" OL | 0828/G146 | Meer afbeeldingen |

's-Hertogenbosch ·
Alphen-Chaam ·
Altena ·
Asten ·
Baarle-Nassau ·
Bergeijk ·
Bergen op Zoom ·
Bernheze ·
Best ·
Bladel ·
Boekel ·
Boxtel ·
Cranendonck ·
Deurne ·
Dongen ·
Drimmelen ·
Eersel ·
Eindhoven ·
Etten-Leur ·
Lijst van gemeentelijke monumenten in Geertruidenberg ·
Geldrop-Mierlo ·
Gemert-Bakel ·
Gilze en Rijen ·
Goirle ·
Halderberge ·
Heeze-Leende ·
Helmond ·
Heusden ·
Hilvarenbeek ·
Laarbeek ·
Land van Cuijk ·
Maashorst ·
Meierijstad ·
Moerdijk ·
Nuenen, Gerwen en Nederwetten ·
Oirschot ·
Oisterwijk ·
Oosterhout ·
Oss ·
Reusel-De Mierden ·
Roosendaal ·
Someren ·
Son en Breugel ·
Lijst van gemeentelijke monumenten in Steenbergen ·
Tilburg ·
Valkenswaard ·
Vught ·
Waalre ·
Waalwijk ·
Woensdrecht ·
Zundert